# Джон Ласитър
Джон Алън Ласитър (на английски: John Alan Lasseter) (роден на 12 януари 1957 г.) е американски аниматор и режисьор, както и творческият ръководител на Pixar Animation Studios, Walt Disney Animation Studios, и DisneyToon Studios. Изпълнителен продуцент е на редица филми, а също така е режисьор на „Играта на играчките“ (1995), „Приключението на бръмбарите“ (1998), „Играта на играчките 2“ (1999), „Колите“ (2006) и „Колите 2“ (2011). Режисира „Играта на играчките 4: Пътешествието“, който излиза на 21 юни 2019 г.

## Личен живот
Той и съпругата му, за която е женен от 1988 г., имат петима синове.